# Chalepus wygodzinskyi
Chalepus wygodzinskyi es un coleóptero de la familia Chrysomelidae.
Fue descrita científicamente en 1951 por Uhmann.